# Collines Montérégiennes
Les collines Montérégiennes, aussi appelées simplement les Montérégiennes, sont une série de dix collines alignées sur une distance d'environ 90 km dans les régions de Montréal, de la Montérégie et de l'Estrie, dans le sud-ouest du Québec.

## Toponymie
La première définition des collines Montérégiennes est apparue en 1903[Où ?] par le géologue montréalais Frank Dawson Adams pour désigner « les montagnes royales », soit le mont Royal et les autres collines de géologie semblable sises dans la plaine du Saint-Laurent à l'est de Montréal. Par la suite, le mot Mons Regius (latin pour « mont Royal ») donne naissance au mot montérégien pour désigner une province géologique regroupant ces collines formées de roches ignées intrusives alcalines.
Les roches que l’on retrouve dans les collines Montérégiennes sont rares et ont une composition très différente des autres roches de la vallée du Saint-Laurent. Elles sont aussi différentes des roches sédimentaires que l’on retrouve dans la chaîne de montagnes des Appalaches située à l’est de la vallée du Saint-Laurent.
Au fil du dernier siècle, des géologues ont déterminé que les collines d'Oka et le mont Mégantic, ainsi que les formations de Saint-André et d'Iberville, partagent ces particularités géologiques avec les Montérégiennes.
La province géologique montérégienne donne son nom à la région administrative québécoise de Montérégie.

## Situation

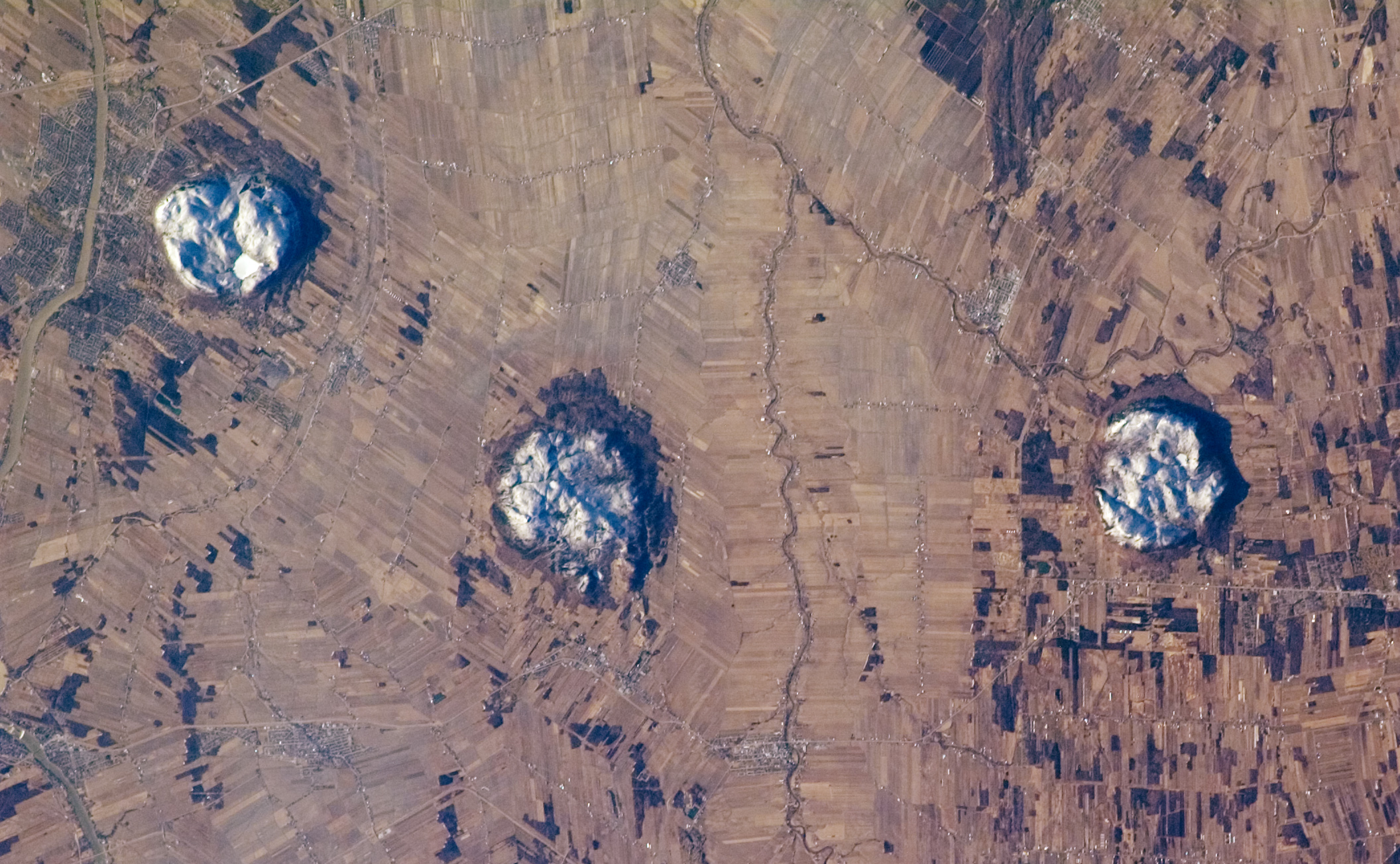
Trois collines Montérégiennes, les monts Saint-Hilaire, Rougemont et Yamaska, entourés de la plaine du Saint-Laurent, le jardin du Québec.

La première définition des collines montérégiennes comprenait les monts Royal, Saint-Bruno, Saint-Hilaire, Rougemont, Saint-Grégoire, Yamaska, Shefford et Brome.
Le massif du Mont-Mégantic a été ajouté plus tard à la liste. Bien qu’il soit situé au milieu des Appalaches, ce massif se distingue de celles-ci par sa formation rocheuse différente. Il faut également tenir compte de trois intrusions : celles de Saint-André (à Saint-André-d'Argenteuil) et d'Oka à l'ouest de Montréal, et l'intrusion Iberville, près du mont Saint-Grégoire. Les intrusions de Saint-André et d'Iberville forment une dépression car elles sont enfouies sous les dépôts de la mer de Champlain ; seule celle d'Oka n'est pas complètement enfouie.
La liste des collines Montérégiennes, d'ouest en est, avec leur hauteur et leur âge :
| Image               | Mont                                                    | Localité                                                      | Altitude (mètres/pieds) | Âge          | Note                                                                                      |
| ------------------- | ------------------------------------------------------- | ------------------------------------------------------------- | ----------------------- | ------------ | ----------------------------------------------------------------------------------------- |
| Collines d'Oka      | Collines d'Oka                                          | Oka                                                           | 249 m / 817'            | Ma           | 45° 30′ 00″ N, 74° 02′ 21″ O                                                              |
| Mont Royal          | Mont Royal                                              | Montréal Westmount                                            | 233 m / 764'            | 118 à 138 Ma | 45° 30′ 30″ N, 73° 35′ 23″ O                                                              |
| Mont Saint-Bruno    | Mont Saint-Bruno                                        | Saint-Bruno-de-Montarville Sainte-Julie Saint-Basile-le-Grand | 218 m / 715'            | 118 à 136 Ma | Parc national du Mont-Saint-Bruno 45° 33′ 22″ N, 73° 19′ 36″ O                            |
| Mont Saint-Hilaire  | Mont Saint-Hilaire                                      | Mont-Saint-Hilaire Otterburn Park                             | 411 m / 1 348'          | ? à 135 Ma   | Réserve naturelle Gault Réserve de biosphère de l'UNESCO 45° 32′ 59″ N, 73° 09′ 59″ O     |
| Mont Saint-Grégoire | Mont Saint-Grégoire                                     | Mont-Saint-Grégoire                                           | 251 m / 823'            | 119 à ? Ma   | 45° 21′ 27″ N, 73° 08′ 58″ O                                                              |
| Mont Rougemont      | Mont Rougemont                                          | Rougemont Saint-Jean-Baptiste Saint-Damase                    | 390 m / 1 280'          | ? à 137 Ma   | 45° 28′ 32″ N, 73° 04′ 22″ O                                                              |
| Mont Yamaska        | Mont Yamaska                                            | Saint-Paul-d'Abbotsford                                       | 416 m / 1 365'          | 120 à 140 Ma | 45° 26′ 46″ N, 72° 51′ 51″ O                                                              |
| Mont Shefford       | Mont Shefford                                           | Shefford                                                      | 526 m / 1 726'          | 120 à 130 Ma | 45° 21′ 49″ N, 72° 37′ 30″ O                                                              |
| Bromont             | Mont Brome                                              | Bromont                                                       | 553 m / 1 814'          | 118 à 138 Ma | 45° 17′ 22″ N, 72° 38′ 14″ O                                                              |
| Mont Megantic       | Massif du Mont-Mégantic Mont Mégantic (point culminant) | Notre-Dame-des-Bois La Patrie                                 | 1 105 m / 3 625'        | 128 à 133 Ma | Parc national du Mont-Mégantic Observatoire du Mont-Mégantic 45° 27′ 21″ N, 71° 09′ 10″ O |

## Géologie

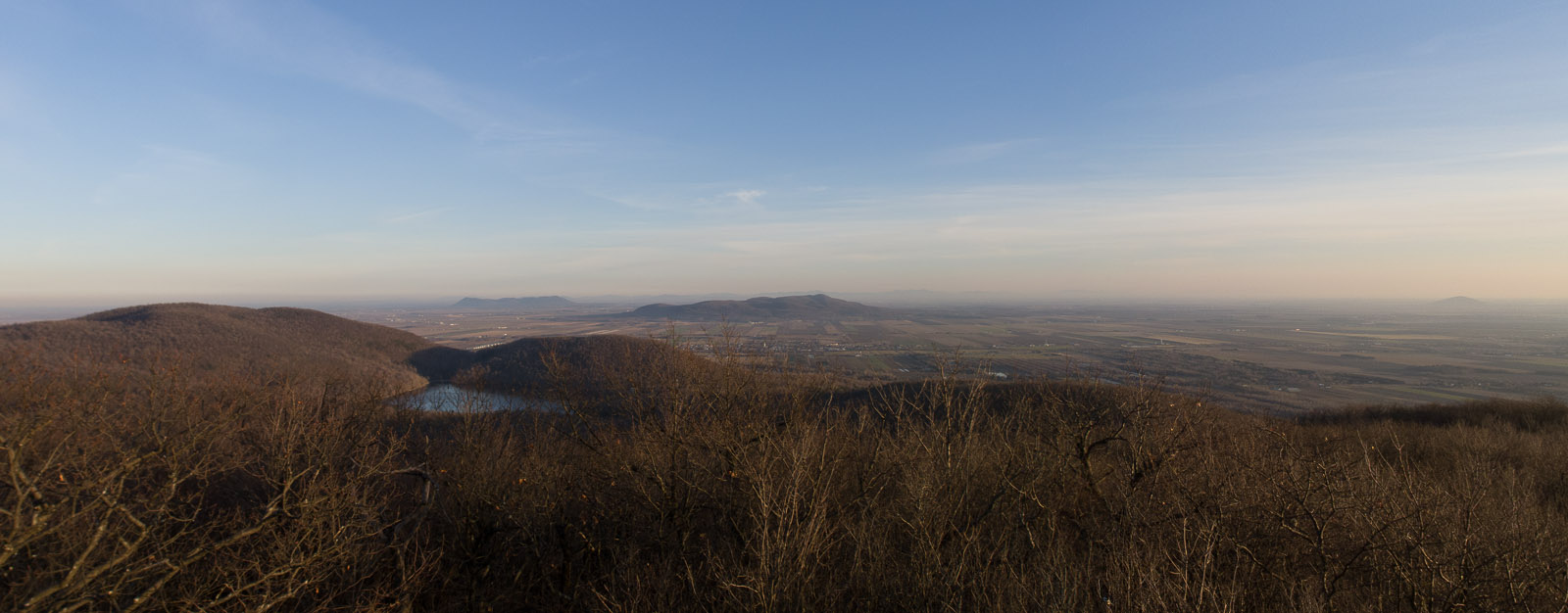
Quatre collines Montérégiennes en automne : le mont Saint-Hilaire (premier plan), le mont Yamaska (à gauche), Rougemont (au centre), et le mont Saint-Grégoire (extrême droite). Le lac Hertel est visible parmi les cimes du mont Saint-Hilaire.

Les collines Montérégiennes ont été formées par des montées de magma dans la croûte terrestre au-dessus d’un point chaud, le point chaud de Nouvelle-Angleterre. La plaque nord-américaine se déplaçant vers l’ouest, il en a résulté une série d'inselbergs qui s’alignent d’ouest en est. La formation géologique résultante inclut non seulement les collines Montérégiennes québécoises mais aussi des formations géologiques semblables aux États-Unis et dans l’océan Atlantique.
La définition des roches montérégiennes est la suivante : « Ce sont des roches ignées intrusives d'âge Crétacé (124 Ma), du sud du Québec. On les retrouve sous forme d'amas ou de dykes le long d'un axe Ouest - Est, entre la région d'Oka et le mont Mégantic. Ces roches se distinguent des autres roches ignées par leur composition chimique très alcaline (riche en calcium et en magnésium), indiquant l'origine profonde du magma à l'origine de ces roches. » (Pierre Bédard, Ph.D, UQAM). À cause de l'origine profonde du magma qui les a formées, ces roches contiennent plusieurs minéraux rares tels la thaumasite, l'arsenic natif et la dawsonite.
Lors de la formation des collines Montérégiennes, le magma qui s’est infiltré dans la roche sédimentaire de la croûte terrestre s’est refroidi à l’intérieur de la roche sans atteindre la surface. Au contact de la chaleur du magma, la roche sédimentaire s’est transformée en une roche métamorphique très dure. À ce stade de la formation des collines, il n’y avait pas de « collines » au-dessus du sol mais seulement un dôme de roche dure enfoui dans la roche sédimentaire sous le niveau du sol.
Ce sont les glaciers qui ont découvert les collines en arrachant la roche sédimentaire friable qui les entourait. Comme le dôme de roche métamorphique était très dur, il a pu résister aux glaciers, ce qui explique que les collines sont maintenant au-dessus du niveau du sol.
Sur certaines des collines, les glaciers ont réussi à arracher une partie de la calotte de roche métamorphique du dôme, découvrant ainsi la roche ignée qui se trouve sous l’enveloppe de roche métamorphique des collines. Comme la roche ignée provenant du refroidissement du magma est plus friable que la roche métamorphique, les glaciers ont pu creuser des dépressions au sommet des collines alors que les bordures de la calotte résistaient à l'érosion à cause de la dureté de leur roche métamorphique. Ce phénomène explique la présence de dépressions et de lacs au sommet de plusieurs collines Montérégiennes.
Ces dépressions au sommet des collines Montérégiennes sont responsables de la croyance populaire qui veut que les Montérégiennes soient d’anciens volcans éteints. Il n’en est rien car il n’y a jamais eu d’écoulements de lave des collines Montérégiennes, totalement enfouies sous la roche sédimentaire quand elles se sont refroidies. Néanmoins, le chaînon des Montérégiennes se continue, dans l'océan atlantique, par un chaînon de volcans dans la plaine abyssale de Sohm, à l'ouest de la dorsale médio-atlantique. Les deux chaînons sont alignés.
Une autre croyance populaire veut que l’eau des lacs des collines Montérégiennes provienne de la fonte des glaciers. Cette croyance est inexacte. L’eau de la fonte des glaciers s’est évaporée depuis bien longtemps et elle a été remplacée par de l’eau de pluie.

### Pétrologie
La composition rocheuse varie d'une colline à une autre mais il y a des similitudes structurelles où le gabbro, la diorite et la syénite se retrouvent à chacune des montagnes, exception accordée au mont Saint-Grégoire avec une présence seule de syénite.
Un anneau de cornéenne est présent autour de l'intrusion magmatique. Il s'agit de roches cuites au contact de la colline avec les différentes formations géologiques, en majorité ordovicienne, des plaines du Saint-Laurent. Le mont Mégantic ne possède pas un tel anneau, contrairement à la majorité des intrusions.
| Roches des collines montérégiennes,      |                          |       |                                                                                                  |
| Mont                                     | Roche                    | Image | Notes                                                                                            |
| Mont Royal                               | Gabbro mélanocrate       |       | Principale roche composant le mont Royal.                                                        |
| Mont Royal                               | Gabbro leucocrate        |       |                                                                                                  |
| Mont Royal                               | Diorite à néphéline      |       |                                                                                                  |
| Mont Royal                               | Monzonite à néphéline    |       |                                                                                                  |
| Mont Royal                               | Cornéenne                |       | Cornéenne de la formation de Tétraultville.                                                      |
| Mont Saint-Bruno                         | Péridotite feldspathique |       | Principale roche composant le mont Saint-Bruno.                                                  |
| Mont Saint-Bruno                         | Gabbro à quartz          |       |                                                                                                  |
| Mont Saint-Bruno                         | Syénite nordmarkite      |       |                                                                                                  |
| Mont Saint-Bruno                         | Cornéenne                |       | Cornéenne de la formation de Nicolet.                                                            |
| Mont Saint-Hilaire                       | Gabbro mélanocrate       |       |                                                                                                  |
| Mont Saint-Hilaire                       | Gabbro à kaersutite      |       |                                                                                                  |
| Mont Saint-Hilaire                       | Gabbro à pyroxène        |       |                                                                                                  |
| Mont Saint-Hilaire                       | Diorite à néphéline      |       |                                                                                                  |
| Mont Saint-Hilaire                       | Monzonite à néphéline    |       |                                                                                                  |
| Mont Saint-Hilaire                       | Syénite à néphéline      |       |                                                                                                  |
| Mont Saint-Hilaire                       | Brèche                   |       | Roche composée de plusieurs grains des autres roches de la montagne.                             |
| Mont Saint-Hilaire                       | Cornéenne                |       | Cornéenne des formations de Nicolet et de Pontgravé.                                             |
| Mont Rougemont                           | Péridotite feldspathique |       | Principale roche composant le mont Rougemont.                                                    |
| Mont Rougemont                           | Pyroxénite               |       |                                                                                                  |
| Mont Rougemont                           | Gabbro à quartz          |       |                                                                                                  |
| Mont Rougemont                           | Gabbro rubanné           |       |                                                                                                  |
| Mont Rougemont                           | Gabbro à hornblende      |       |                                                                                                  |
| Mont Rougemont                           | Cornéenne                |       | Cornéenne des formations de Nicolet et d'Iberville.                                              |
| Mont Saint-Grégoire                      | Essexite (centrale)      |       |                                                                                                  |
| Mont Saint-Grégoire                      | Essexite à kaersutite    |       |                                                                                                  |
| Mont Saint-Grégoire                      | Essexite (périphérique)  |       |                                                                                                  |
| Mont Saint-Grégoire                      | Essexite rubannée        |       |                                                                                                  |
| Mont Saint-Grégoire                      | Syénite porphyrique      |       |                                                                                                  |
| Mont Saint-Grégoire                      | Camptonite               |       |                                                                                                  |
| Mont Saint-Grégoire                      | Cornéenne                |       | Cornéenne de la formation d'Iberville.                                                           |
| Mont Yamaska                             | Gabbro                   |       | Principale roche composant le mont Yamaska.                                                      |
| Mont Yamaska                             | Syénite à néphéline      |       |                                                                                                  |
| Mont Yamaska                             | Syénite à quartz         |       |                                                                                                  |
| Mont Yamaska                             | Essexite                 |       |                                                                                                  |
| Mont Yamaska                             | Yamaskite                |       |                                                                                                  |
| Mont Yamaska                             | Cornéenne                |       | Cornéenne des formations de Sainte-Sabine et de Mawcook.                                         |
| Mont Shefford                            | Gabbro                   |       | Principale roche composant le mont Shefford.                                                     |
| Mont Shefford                            | Syénite nordmarkite      |       |                                                                                                  |
| Mont Shefford                            | Diorite à néphéline      |       |                                                                                                  |
| Mont Shefford                            | Pulaskite                |       |                                                                                                  |
| Mont Shefford                            | Brèche                   |       | Roche composée de plusieurs grains des autres roches de la montagne.                             |
| Mont Shefford                            | Cornéenne                |       | Cornéenne des formations de Sweetsburg, de Frelighsburg et du groupe de Stanbridge.              |
| Mont Brome                               | Gabbro                   |       | Principale roche composant le mont Brome.                                                        |
| Mont Brome                               | Monzonite à biotite      |       |                                                                                                  |
| Mont Brome                               | Syénite à néphéline      |       |                                                                                                  |
| Mont Brome                               | Syénite nordmarkite      |       |                                                                                                  |
| Mont Brome                               | Diorite à néphéline      |       |                                                                                                  |
| Mont Brome                               | Pulaskite                |       |                                                                                                  |
| Mont Brome                               | Tinguaite                |       |                                                                                                  |
| Mont Brome                               | Camptonite               |       |                                                                                                  |
| Mont Brome                               | Cornéenne                |       | Cornéenne des formations de Sweetsburg, de Frelighsburg, de Cheshire et du groupe de Stanbridge. |
| Mont Mégantic et massif du Mont-Mégantic | Granite                  |       | Principale roche composant le mont Mégantic.                                                     |
| Mont Mégantic et massif du Mont-Mégantic | Gabbro                   |       |                                                                                                  |
| Mont Mégantic et massif du Mont-Mégantic | Syénite                  |       |                                                                                                  |

## Activités

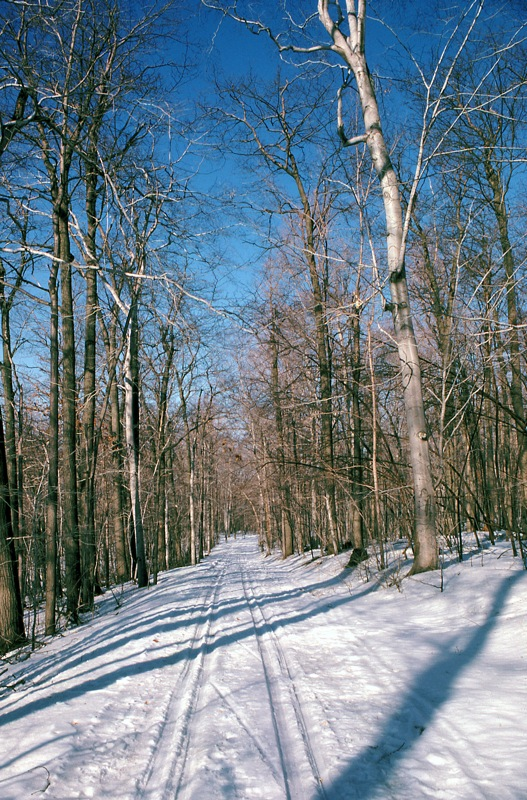
Piste de ski de fond au mont Saint-Bruno.

À cause de leur proximité de la ville de Montréal, les collines Montérégiennes sont très fréquentées pour des activités récréotouristiques. Que ce soit pour la randonnée pédestre, le ski de fond, le ski alpin, l'escalade, les repas traditionnels du printemps dans les cabanes à sucre, le golf ou encore la cueillette de fruits, des milliers de personnes les fréquentent chaque année, avec comme conséquence malheureuse la fragilisation de l'écosystème des collines.
Le fait qu'elles contiennent des minéraux et métaux a attiré des exploitations minières et des carrières qui laissent d’énormes trous dans leurs flancs.
Les collines Montérégiennes sont aussi très propices à la culture des pommes qui nécessitent un sol bien drainé. La moraine déposée au pied des montagnes par les glaciers favorise un drainage naturel des sols qui favorise à son tour la culture des pommiers.